# Крістофер Девіс
Крістофер Девіс  (англ. Christopher Davies, 29 червня 1946) — британський яхтсмен, олімпійський чемпіон.

## Виступи на Олімпіадах
| Олімпіада   | Дисципліна         | Місце |
| ----------- | ------------------ | ----- |
| Мюнхен 1972 | Летючий голландець | 1     |